# Puesto ambulante de comida

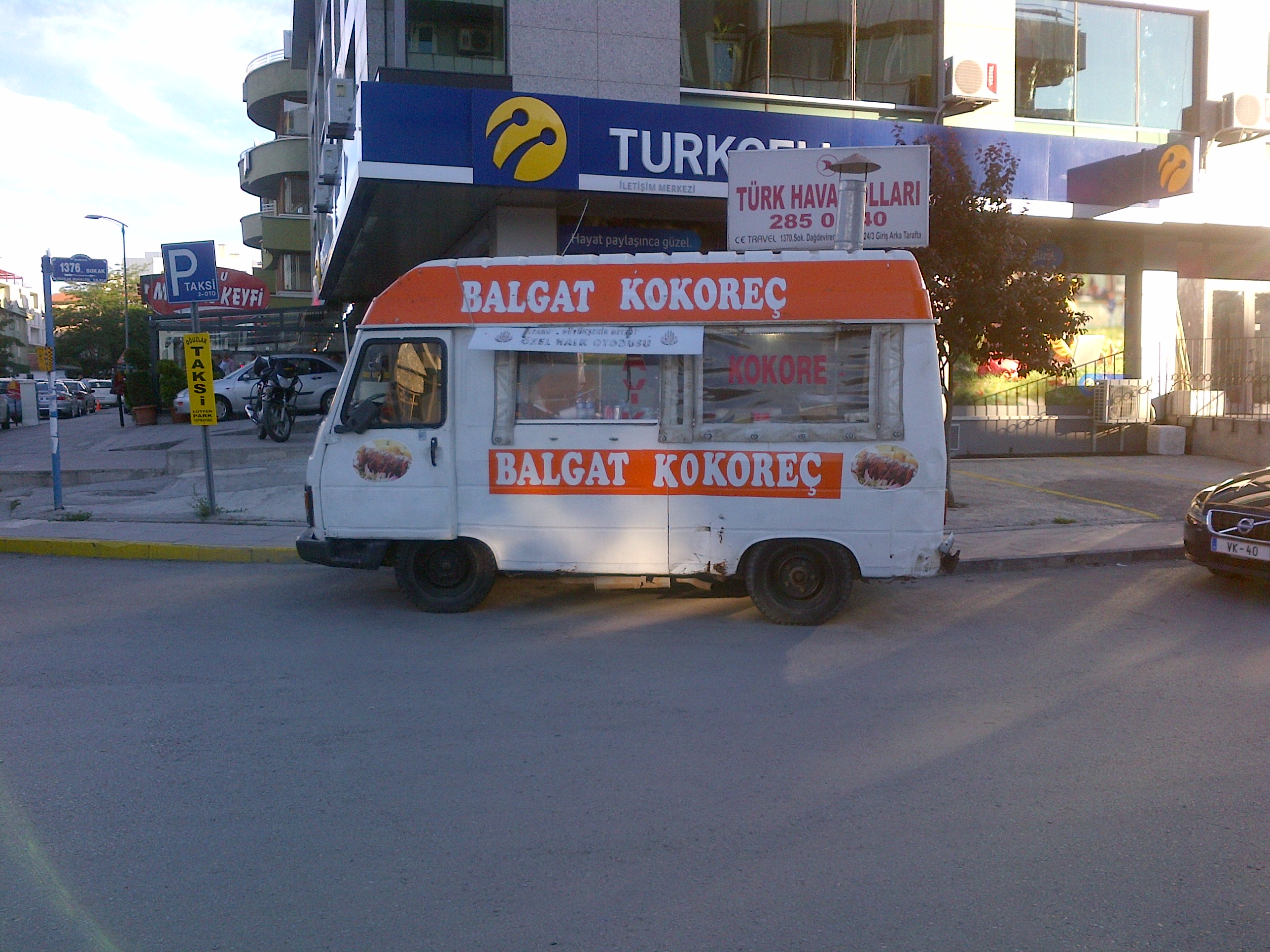
Un "kokoreç" van en la capital turca de Ankara.

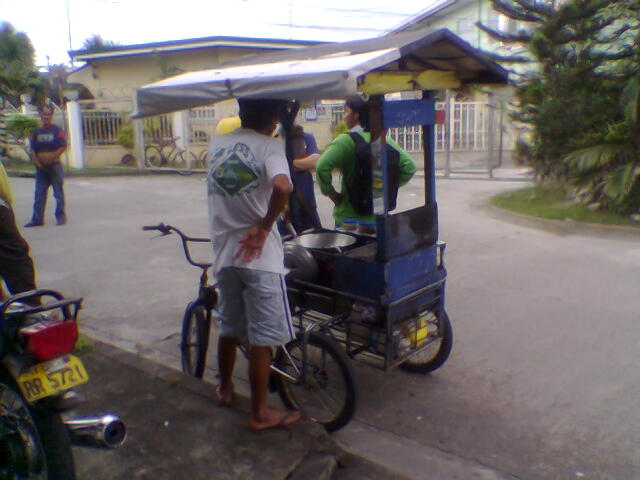
Vendiendo bolas de pescado en Filipinas

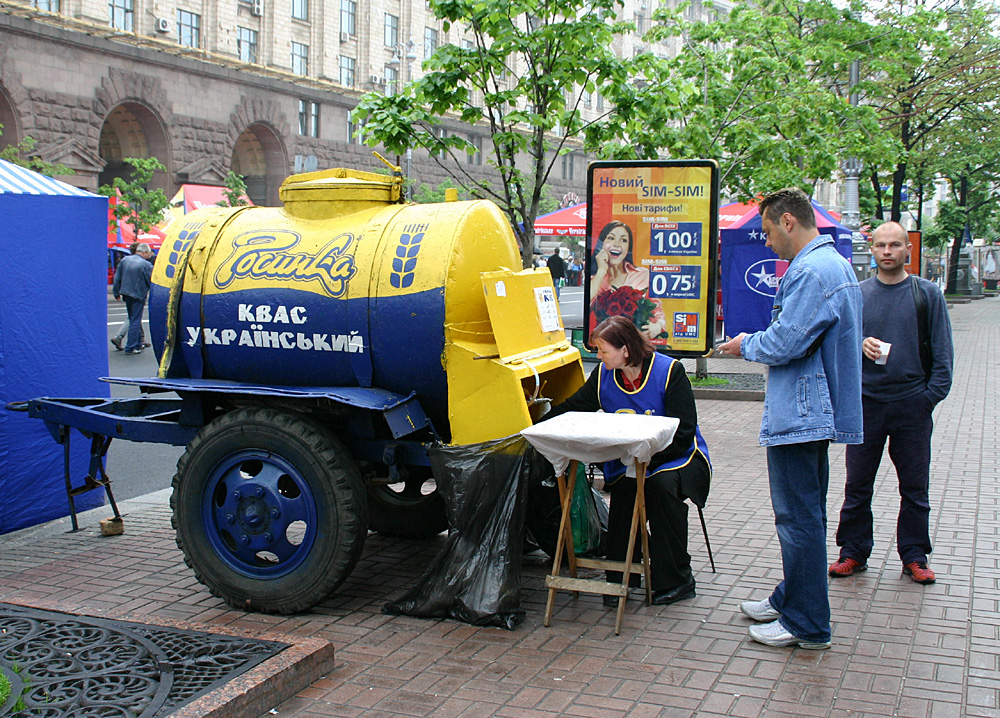
Vendedora de kvass en las calles de Kiev, Ucrania

Un puesto ambulante de comida es un servicio móvil de venta de comida establecido en la calle para la venta de productos, generalmente de comida rápida a los peatones. Al ser un elemento común en localidades a escala global, existe una vastísima variedad en su tipología, así como en los productos que se pueden adquirir en ellos.
Existen dos tipos básicos relacionados con el tamaño: 
- aquellos en los que el vendedor ofrece el producto desde dentro a través de una ventana
- aquellos en los que todo el espacio del puesto se utiliza de almacén y para albergar la maquinaria de cocina y el vendedor se encuentra fuera.

El estilo lo determina el tipo de comida que sirve.
Los puestos ambulantes difieren de los puestos de comida en vehículos autopropulsados en que no se mueven con motor propio; algunos son movidos por el vendedor, otros necesitan un vehículo que los desplace.
Algunos se instalan cada día en un único lugar en el que permanecen (puestos de churros los fines de semana), otros se mueven por las calles durante el día o la noche (puestos de bebidas y dulces por las playas) otros se establecen durante las horas que dura un evento (puestos de comida rápida ante un estadio).

## Ejemplos
Existen puestos callejeros de tacos, helados, perritos calientes, bocadillos, churros, burritos, arepas, fish and chips, granizadas, etc.